# Hippodrome d'Auteuil
L’hippodrome d'Auteuil est un champ de courses hippiques situé à proximité de la porte d'Auteuil à Paris (France), considéré comme l'hippodrome français de référence pour les courses d'obstacles (haies et steeple-chase). 
Faisant pleinement partie du bois de Boulogne, c'est un territoire qui appartient à la Mairie de Paris, qui en a confié de longue date l'exploitation à l'association hippique France Galop.

## Historique
C'est en 1863 que naît la Société des Steeple-Chases. Jusqu'à la guerre de 1870, les courses se déroulent dans le bois de Vincennes. La paix revenue, la question de la construction d'un nouvel hippodrome se pose alors que celui de Vincennes a été très endommagé lors du conflit. C'est dans ce contexte que la Ville de Paris accorde le 18 février 1873 au prince de Sagan, président de la Société des Steeple-chases de France, une concession sur un terrain situé à l'orée du bois de Boulogne pour y créer un hippodrome dédié aux seules courses d'obstacles. L'hippodrome est inauguré le 1er novembre 1873.

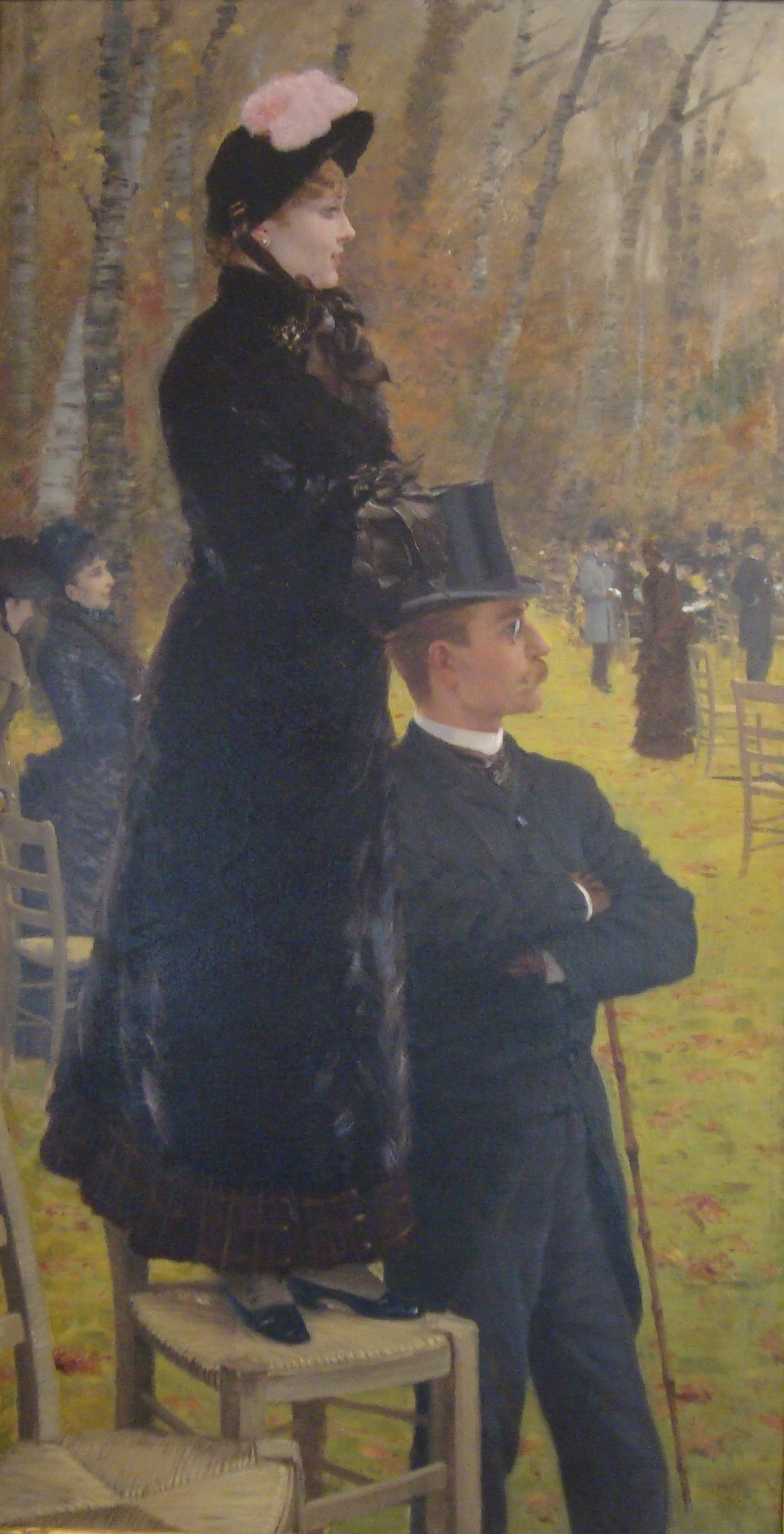
Les Courses à Auteuil, 1883, Giuseppe De Nittis, Pinacoteca De Nittis, Barletta.
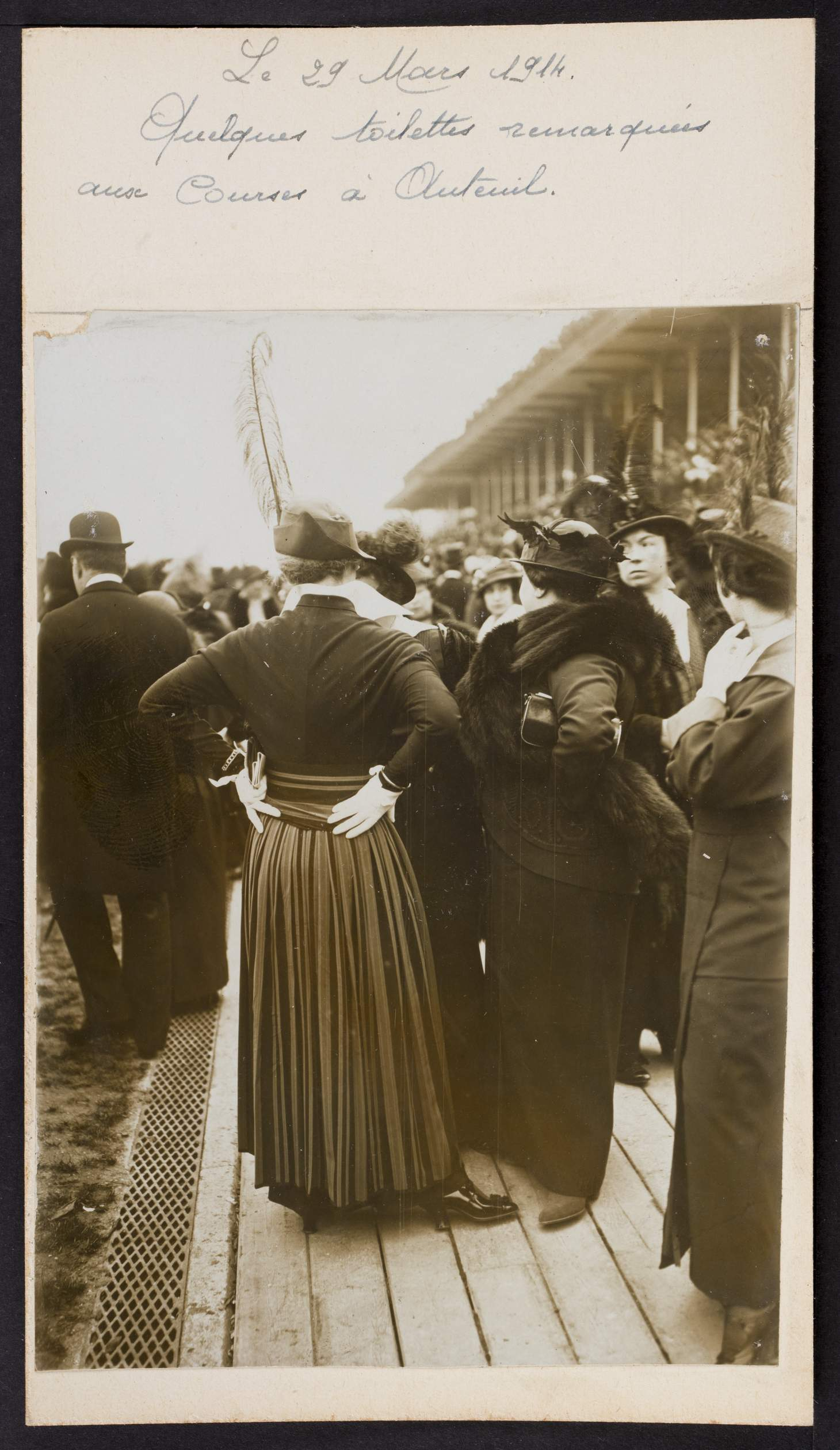
Le 29 mars 1914. Quelques toilettes remarquées aux courses d'Auteuil. Université de Caen.

Le site s'étend entre les portes de Passy et d'Auteuil, enserré, à l'est, par les fortifications qui ceinturent alors Paris et à l'ouest par la butte Mortemart, constituée des déblais retirés lors du creusement des lacs du bois de Boulogne (aujourd'hui traversée par le Boulevard périphérique).
En 1899, le président de la République Émile Loubet est agressé à coups de canne par le baron Christiani à la tribune de l'hippodrome. Le baron est écroué et condamné à quatre ans de prison ferme,.
Le 6 août 1918, durant la Première Guerre mondiale, un obus lancé par la Grosse Bertha explose dans le bois de Boulogne près de l'hippodrome d'Auteuil.
De nouvelles tribunes et une piste extérieure de steeple sont inaugurées en 1924.
La même année ont en effet lieu les Jeux olympiques d'été de Paris, l'hippodrome accueillant les épreuves d'équitation.
En plus des tribunes existaient depuis 1873 des pelouses (qui portèrent les noms des colonies françaises du Tonkin, du Congo et de Madagascar) qui permettaient au public d'observer la course presque gratuitement. L'ingénieur Adolphe Alphand est le créateur des allées. En 2013, elles ont été transformées en jardins par le paysagiste Michel Péna et sont accessibles au public mais en dehors des jours de course. Par leurs dénominations, elles rendent hommage à la chanteuse de jazz Billie Holiday et au président du Comité national olympique et sportif français Henri Sérandour. Elles sont accessibles aux personnes à mobilité réduite sur certaines zones. Des toilettes publiques, un point d'eau potable, des aires de jeux pour les enfants, des terrains de sport (football, athlétisme, basket-ball, hockey, rugby, le terrain de cette dernière discipline rendant hommage à Robert Paparemborde) et des agrès ont été aménagés. Les chiens y sont interdits.

## Caractéristiques techniques
L'hippodrome s'étend sur 33 hectares, dont 18 hectares de pistes. Sa configuration se décline comme suit : 
- Une piste de haies (2 418 m), avec neuf parcours possibles (de 3 000 m à 5 100 m) ;
- Deux pistes de steeple : 2 239 m à l'extérieur et 2 166 m à l'intérieur, avec 16 parcours possibles (de 3 400 m à 5 800 m) ;
- La piste du huit.

Les obstacles sont de plusieurs types : bull finch, double-barrière, oxer, petit, moyen et gros open-ditch, rail ditch and fence, mur de pierre, rivières (du huit et des tribunes), talus en terre et brook. Le rail ditch and fence est certainement le plus impressionnant, avec 1,60 m de haut et 4,10 m de large, ce qui lui a valu le surnom de « juge de paix ».

Hippodrome d'Auteuil.

## Courses
Exclusivement dédié aux courses d'obstacles dès sa conception, l'hippodrome d'Auteuil est le seul champ de courses francilien à organiser ce type de courses. Il accueille plusieurs courses de renommée internationale :
- Le Grand Steeple-Chase de Paris de Groupe I, sur 6 000 m, couru au mois de mai et considéré comme l'épreuve-phare de la saison de steeple en France ;
- La Grande Course de Haies d'Auteuil de Groupe I, sur 5 100 m, courue au mois de juin ;
- Le Prix La Haye Jousselin, de Groupe I, disputé en novembre ;
- Le Prix Congress, de Groupe II et réservé aux chevaux de 3 ans, disputé en novembre ;
- Le Grand Prix d'Automne de Groupe I, disputé fin octobre ou début novembre.